# Danny Hynes
Danny Hynes är en amerikansk air hockeyspelare, rankad som nummer ett på världsmästarlistan.
Hynes började med air hockey i slutet av 1990-talet, men blev välkänd 2004 då han för första gången vann VM i Texas. Därpå vann han också VM 2005 och 2006 och blev världsetta.
I dag fortsätter han sitt spel i främst USA och Kanada.